# Nissan Xterra
Nissan Xterra — позашляховик, який виготовляється компанією Nissan. З 2005 року автомобіль виготовляється на платформі F-Alpha і технічно подібний з Navara.
Xterra виготовляється в Смирні (штат Теннессі) і Сан-Жозе-дус-Піньяйс (Бразилія). В Ірані, автомобіль називається Nissan Roniz, і виготовляється за ліцензію іранським виробником автомобілів Pars Khodro. У Китаї той же самий автомобіль носить назву Nissan Paladin. Ім'я Xterra походить від назви місцевості для тріатлону XTERRA. Nissan в кінці 2006 року був головним спонсором цих перегонах.
Перша модель Xterra представлена в 2000 році в США, позиціюється як простий, але потужний позашляховик. Автомобіль був розроблений для жінок і чоловіків різного віку і всіх рівнів доходів.
Дві деталі проекту залишилися незмінними з моменту його введення: рамна конструкція і високий дах в задній частині автомобіля. Високий дах дозволяє пасажирам збільшити простір над головою задніх пасажирів. В Японію і в Європу Xterra не поставлявся, оскільки там його місце зайняли X-Trail і Qashqai. У США до презентації Nissan Rogue в 2008 році Xterra виконував роль позашляховика базового рівня. Зараз Nissan Xterra на ринку США за вартістю займає проміжну роль між Rogue і Murano.
Оновлений в 2015 році Nissan X-Terra є гідною альтернативою Jeep Wrangler, пропонуючи аналогічні можливості для їзди по бездоріжжю.Але, на відміну від Jeep Wrangler, конструкція якого передбачає можливість зняття дверей і даху, X-Terra побудований з більшим консерватизмом - його двері і дах фіксовані. У ході оновлень 2015 року було додано новий колір кузова - яскраво-жовтий, який за задумом дизайнерів повинен притягувати погляд і відволікати увагу від доволі грубої, квадратної форми X-Terra. 
Nissan X-Terra представлений у трьох варіантах комплектацій - X, S і PRO-4X.
Найменш дорога версія X комплектується: електросклопідйомниками, круїз-контролем, кондиціонером і системою дистанційного керування замками. Також, в комплектацію входить: CD-програвач, радіо з 6-ма динаміками, Bluetooth і кнопки управління різними функціями на рульовому колесі. Однак, відсутній USB-порт і інші допоміжні входи.
Версія S додатково включає функцію регулювання поперекової підтримки сидіння водія і фірмову мультимедійну систему Nissan Connect з USB-портом.
У комплектацію PRO-4X входять: 16-дюймові диски і всесезонні шини BFGoodrich Rugged Trail, система повного приводу, самоблокуючий диференціал, автоматичні фари, камера заднього виду, дисплей зовнішньої температури, аудіосистема Rockford Fosgate, функція підігріву сидінь та інформаційно розважальна система з можливістю підключення по Bluetooth.

## Перше покоління (2000–2004)

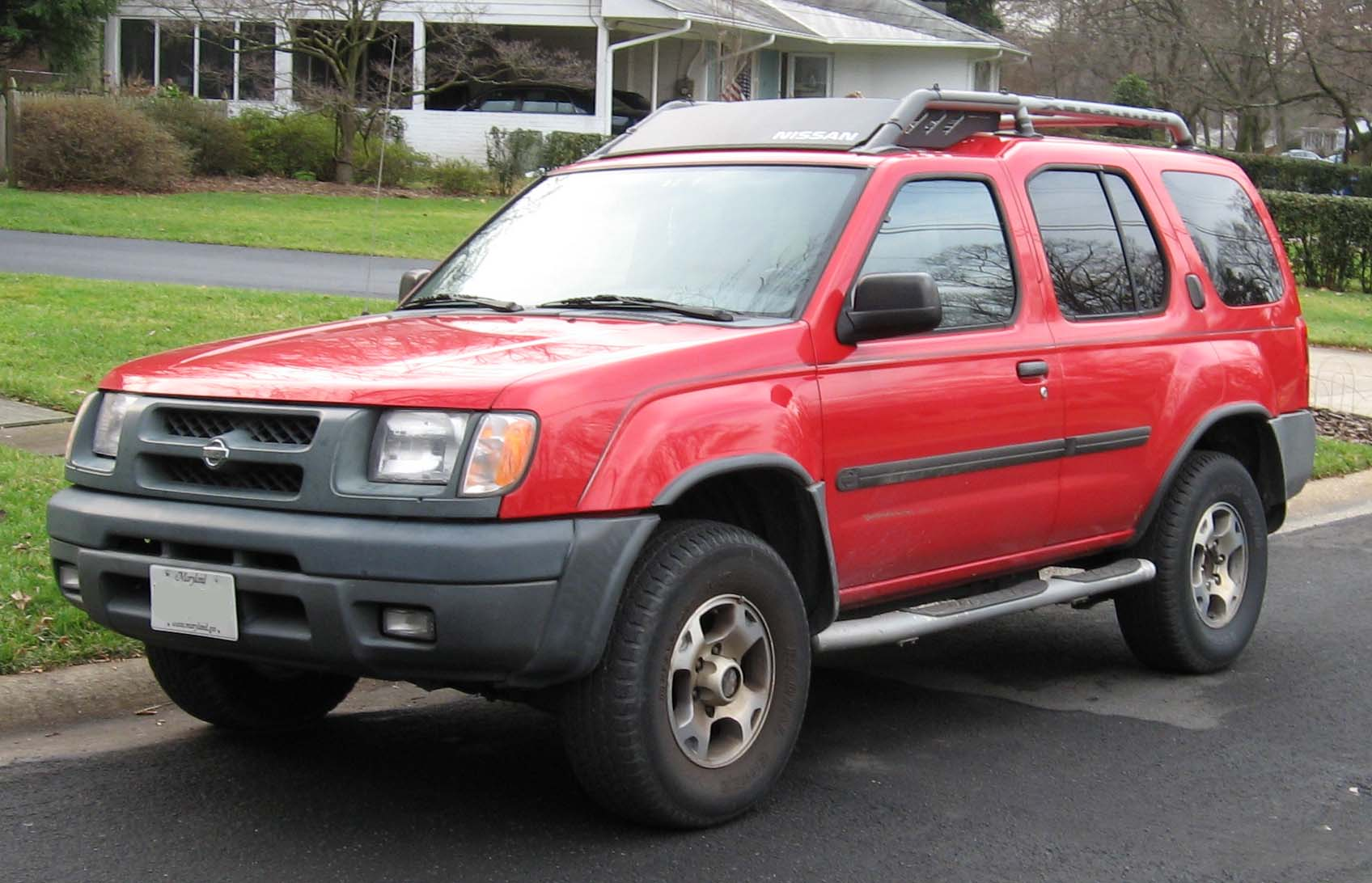
Nissan Xterra WD22 (2000-2001)
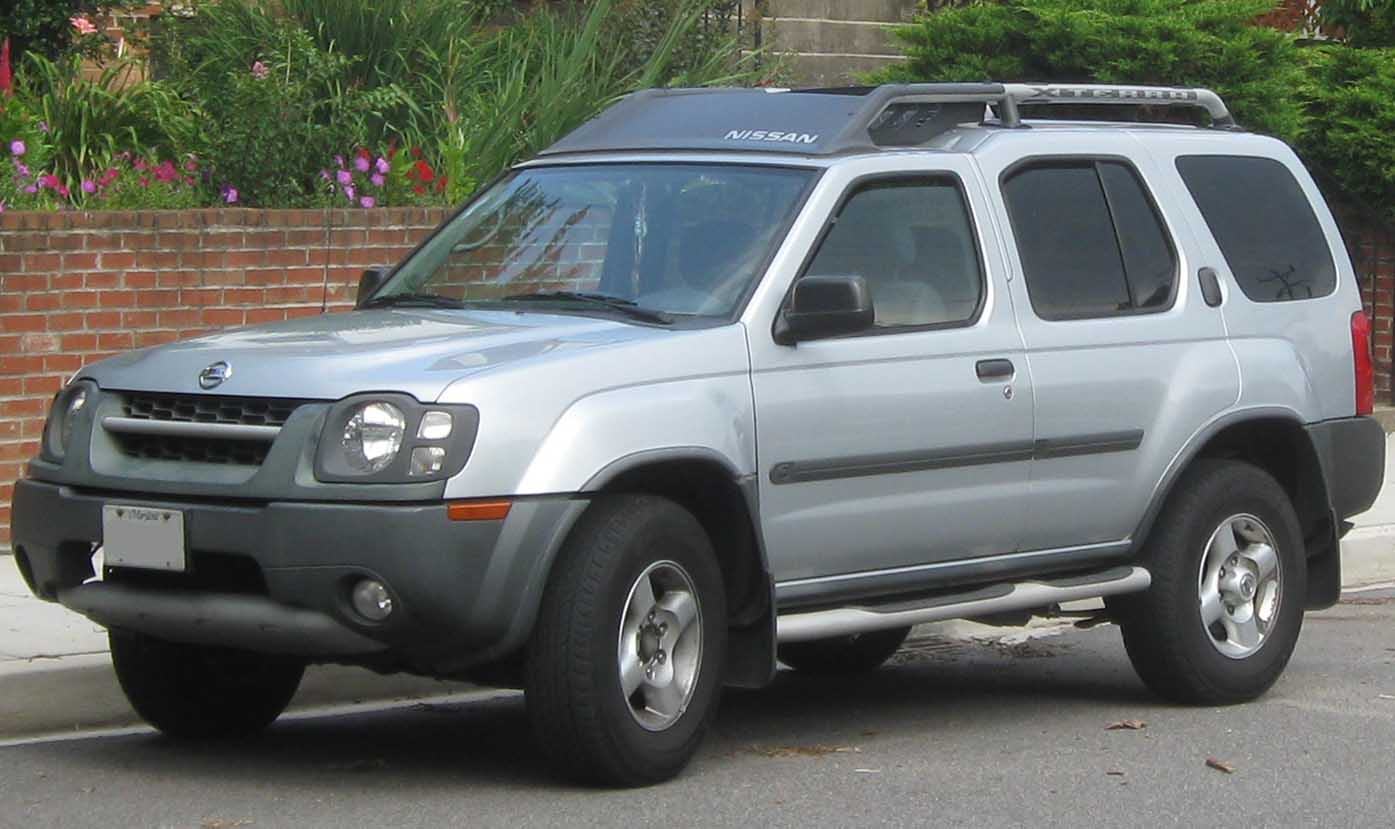
Nissan Xterra WD22 (2002-2004)

Бензинові:
- 2.4L KA24DE I4 143 к.с.
- 3.3L VG33E V6 170 к.с.
- 3.3L VG33E V6 180 к.с.
- 3.3L SC VG33ER V6 210 к.с.

Дизельні:
- 2.8L TDI 4.07TCA I4 132 к.с.
- 2.8L TDI CRD 4.07TCE I4 140 к.с.

## Друге покоління (2005–2015)
Представлений на міжнародному автосалоні в Нью-Йорку в квітні 2004 року, Xterra був перенесений в 2005 році на платформу Nissan F-Alpha, використовувану в Frontier. Нове покоління стало більше за габаритами, ніж його попередник. Використання системи із змінними фазами газорозподілу компанії Nissan дозволило зняти з 4,0-літрового двигуна VQ40DE потужність 265 к.с. (192 кВт).

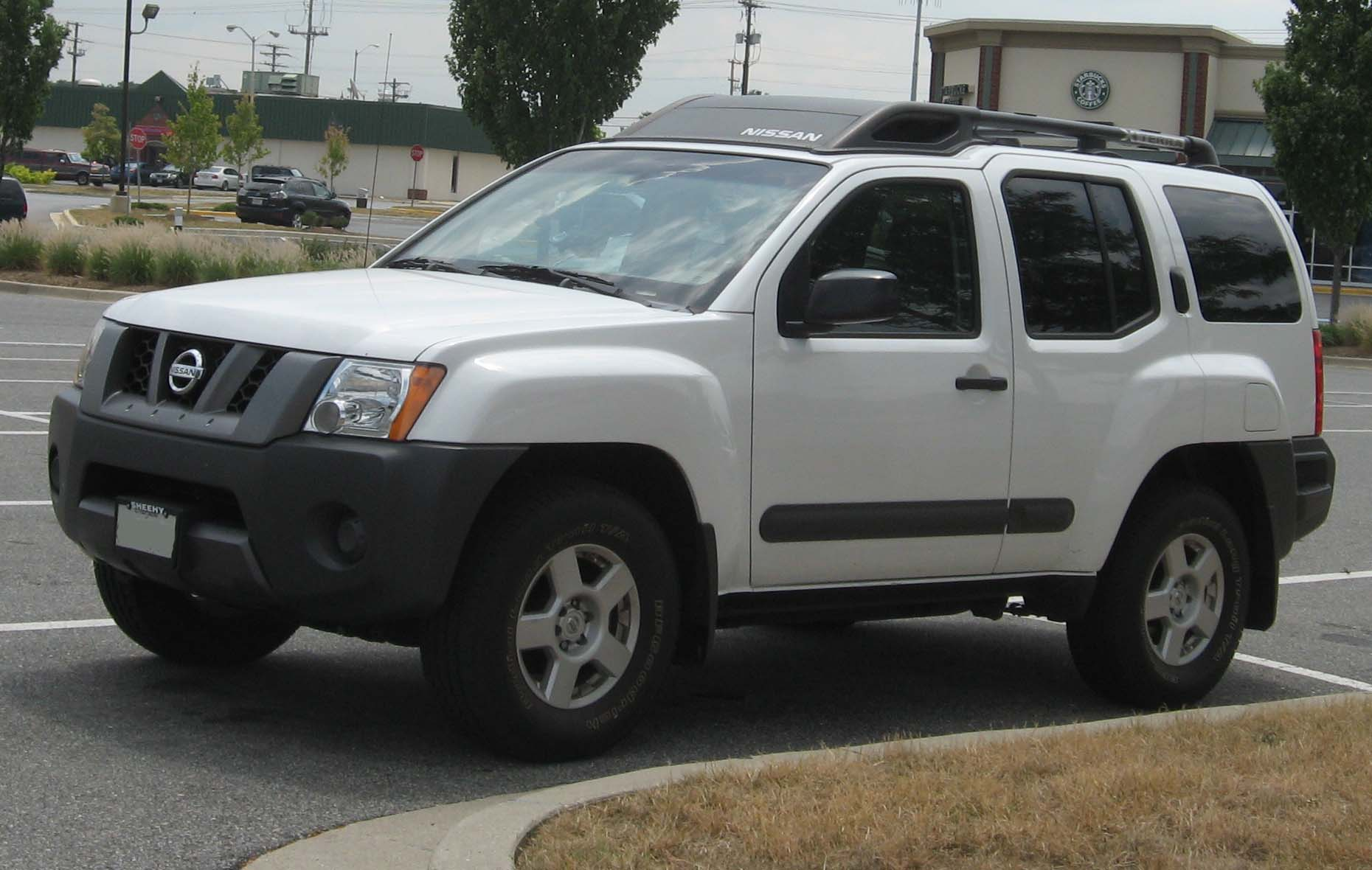
Nissan Xterra N50 (2005–2008)
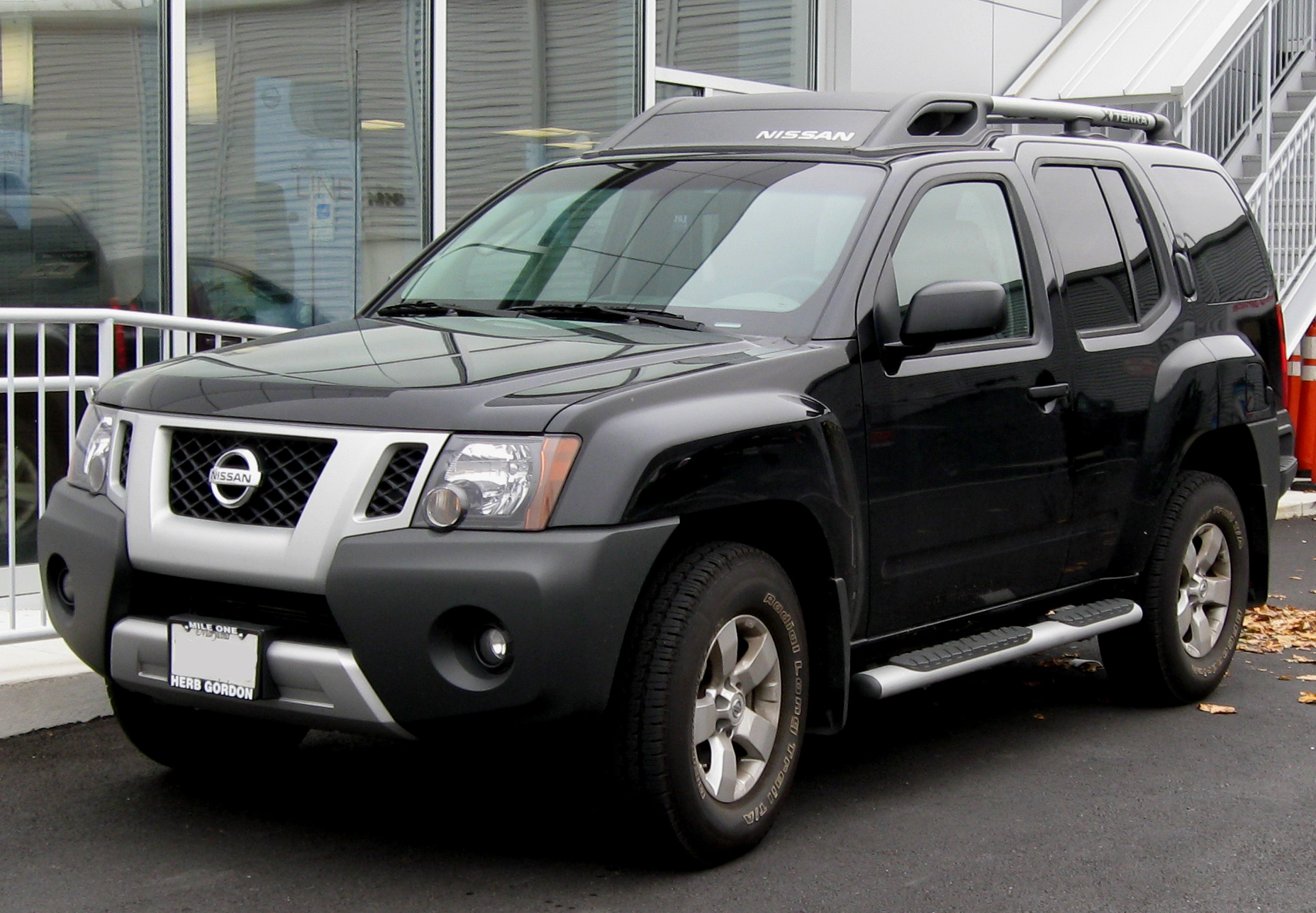
Nissan Xterra N50 (2009–2015)
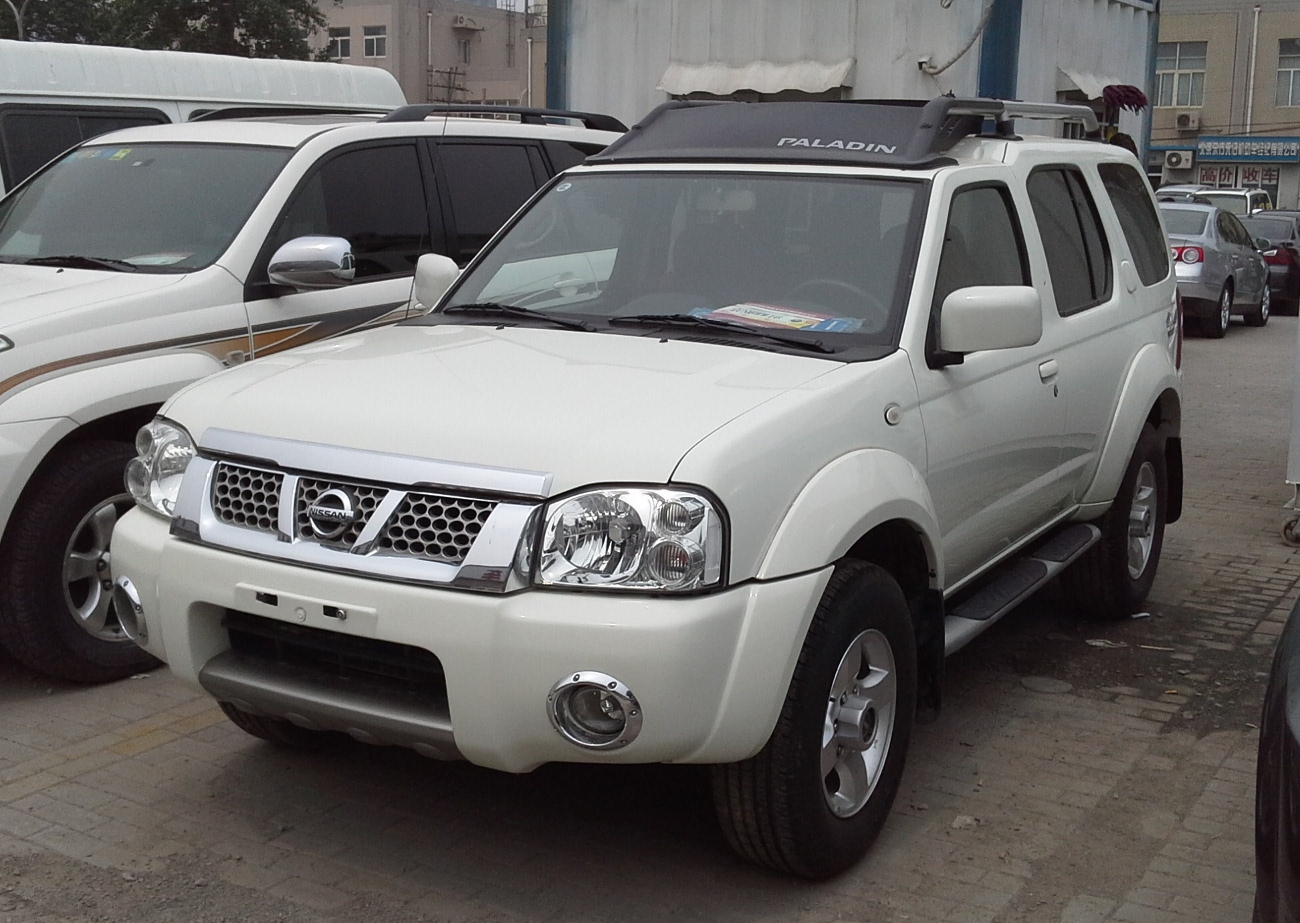
Nissan Paladin
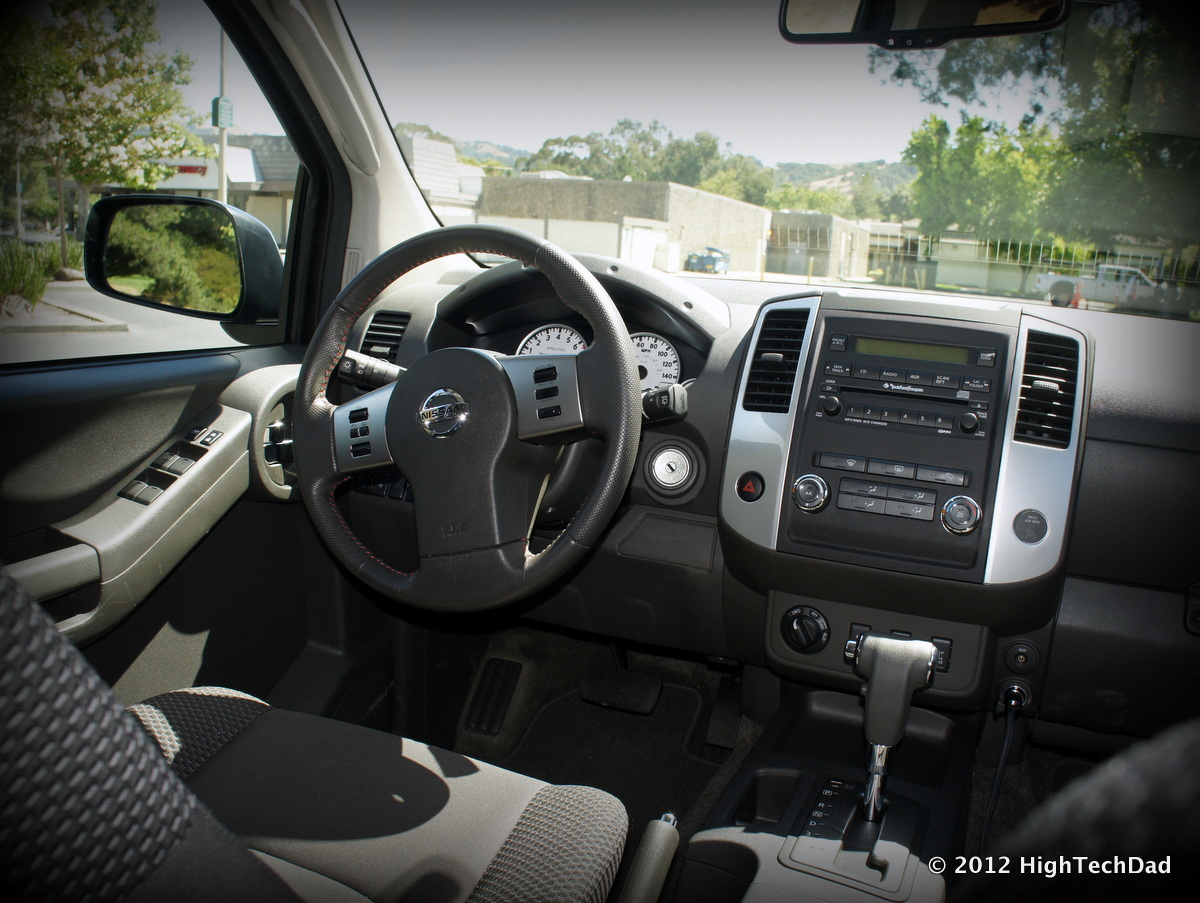

- 4.0L VQ40DE V6 265 к.с.

## Третє покоління (з 2020)

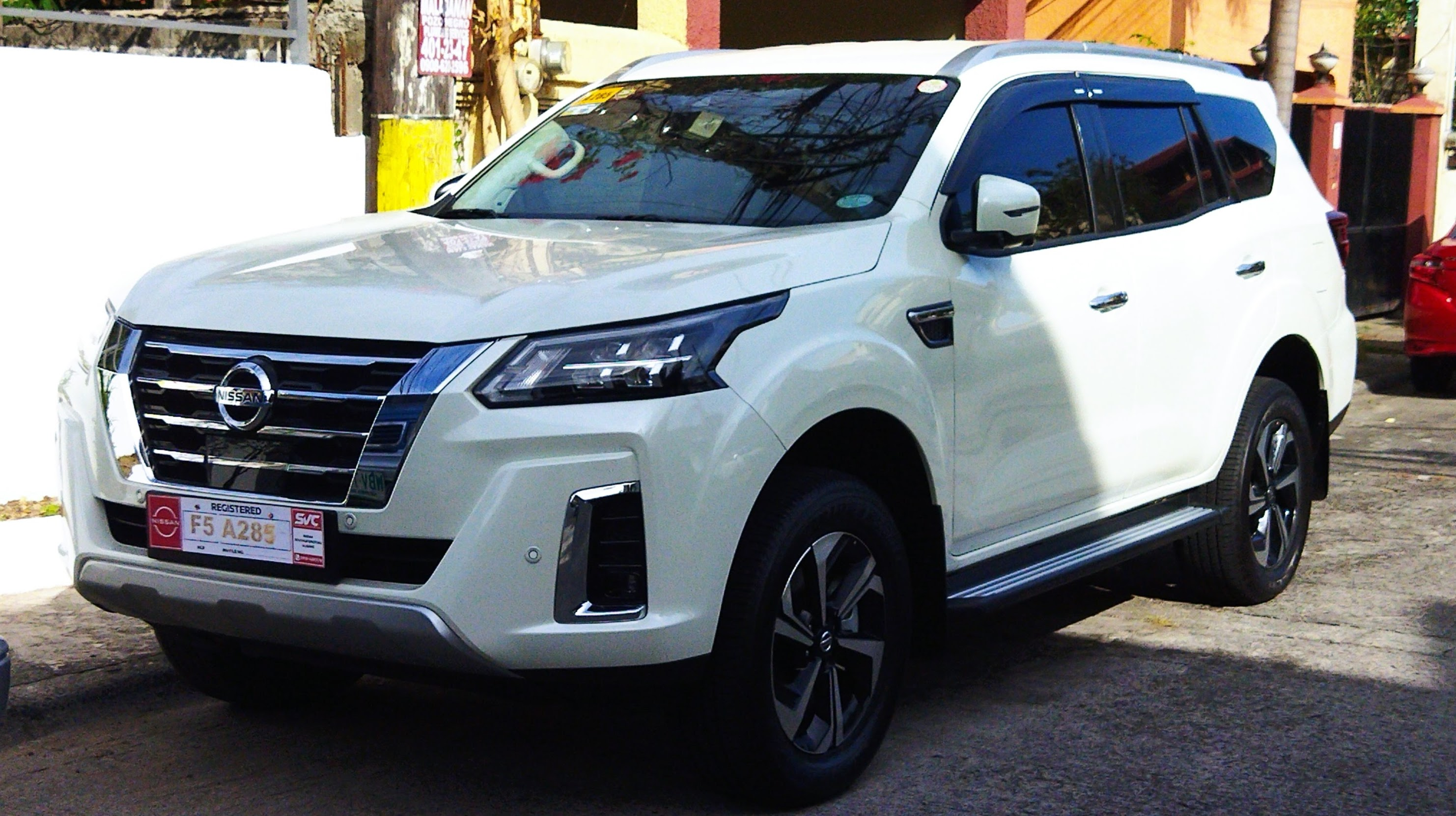
Nissan Terra 2.3 VL 4WD

25 листопада 2020 року для країн Близького Сходу представили третє покоління Xterra, що є модернізованою версією Nissan Terra.
Автомобіль комплектується бензиновим 2.5 (165 к.с., 241 Нм), який працює разом з 7-ст. АКПП, з заднім і повним приводом на вибір. При повному приводі на консолі з'являється обертається селектор раздатки з положеннями 2WD, 4H, 4L. Крім того, повнопривідним версіями покладені електронне блокування заднього диференціала і також імітація блокувань за рахунок гальм, помічники старту в гору і спуску з пагорба.

## Продажі
| рік  | США    | Канада |
| ---- | ------ | ------ |
| 2002 | 79,779 | N/A    |
| 2003 | 67,799 | N/A    |
| 2004 | 66,690 | 1,407  |
| 2005 | 72,447 | 2,799  |
| 2006 | 62,325 | 2,183  |
| 2007 | 51,355 | 1,469  |
| 2008 | 33,579 | 800    |
| 2009 | 16,455 | 613    |
| 2010 | 20,523 | 1,040  |
| 2011 | 18,221 | 1,258  |
| 2012 | 18,679 | 931    |
| 2013 | 17,766 | 1,070  |
| 2014 | 16,505 | 991    |
| 2015 | 10,672 | 1,707  |
| 2016 | 38     | 227    |
| 2017 | 1      | -      |